# 凯西克
凯西克（英語：Keswick，/ˈkɛzɪk/）是英国英格兰坎布里亚郡的一个集镇。人口有4,281人，位于德文特湖以北，距离巴森怀特湖很近。

## 历史

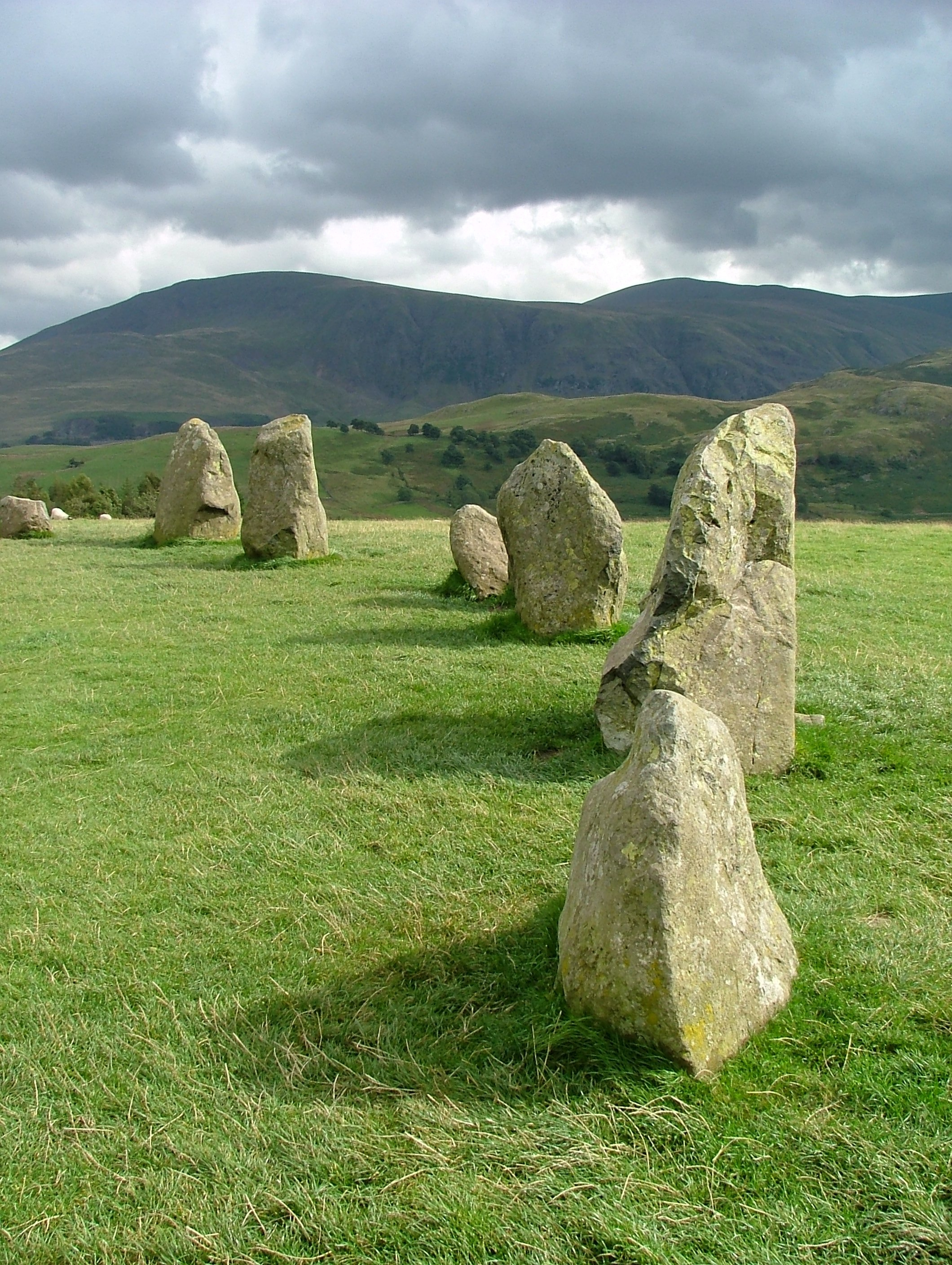
史前時期文明遺址卡塞里格石圈

### 语源
在13世纪，该镇称为Cese-wic，表明它是一个奶酪市场。

### 中世纪
16世纪，在凯西克发现了小型矿山，是世界上最早的石墨铅笔的发源地。铅笔工业保持到今天，有坎伯兰铅笔博物馆和世界上最大的铅笔。
1276年，英格兰国王爱德华一世特许凯西克获得集镇地位。每个周六，在镇中心的主要步行街上举办集市。市场上的Moot Hall一度用作市政厅，现在作为当地旅游询问处使用。